# Земская почта Зеньковского уезда
Зе́мская по́чта Зенько́вского уе́зда — земская почта, организованная земской управой Зеньковского уезда Полтавской губернии. Земская почта Зеньковского уезда существовала
с 1 января 1878 года. В уезде выпускались собственные земские почтовые марки.

## История почты
Зеньковская уездная земская почта была открыта 01 января 1878 года. Пересылка почтовых отправлений осуществлялась из уездного центра (города Зенькова) в волости уезда по трём направлениям дважды в неделю. Оплата доставки частных почтовых отправлений производилась земскими почтовыми марками номиналом 1, 2 и 3 копейки.

## Выпуски марок
Выпущенные в 1878 году зеньковские земские почтовые марки были номиналом 3 копейки. Рисунок большинства земских почтовых марок Зеньковского уезда был составлен из знаков типографского набора, на некоторых марках изображён герб Зеньковского уезда. Печать марок производилась в частных типографиях Полтавы, а с 1901 года также в Экспедиции заготовления государственных бумаг.
Земские почтовые марки Зеньковского уезда выпускались в 1878-1914 годах.

## Гашение марок
Гашение марок осуществлялось чернилами: перечёркиванием, надписыванием даты, фамилии земского служащего или названия населённого пункта. Марки уезда выпуска 1900-1913 годов гасились фиолетовыми штемпелями: однострочными, прямоугольными трёхстрочными, круглыми.